# بادكم (الريف الشرقي)
بادكم (بالفارسية: بادکم) هي منطقة سكنية تقع في إيران في قسم الريف الشرقي الريفي. يقدر عدد سكانها بـ 93 نسمة بحسب إحصاء 2016.